# Parallella

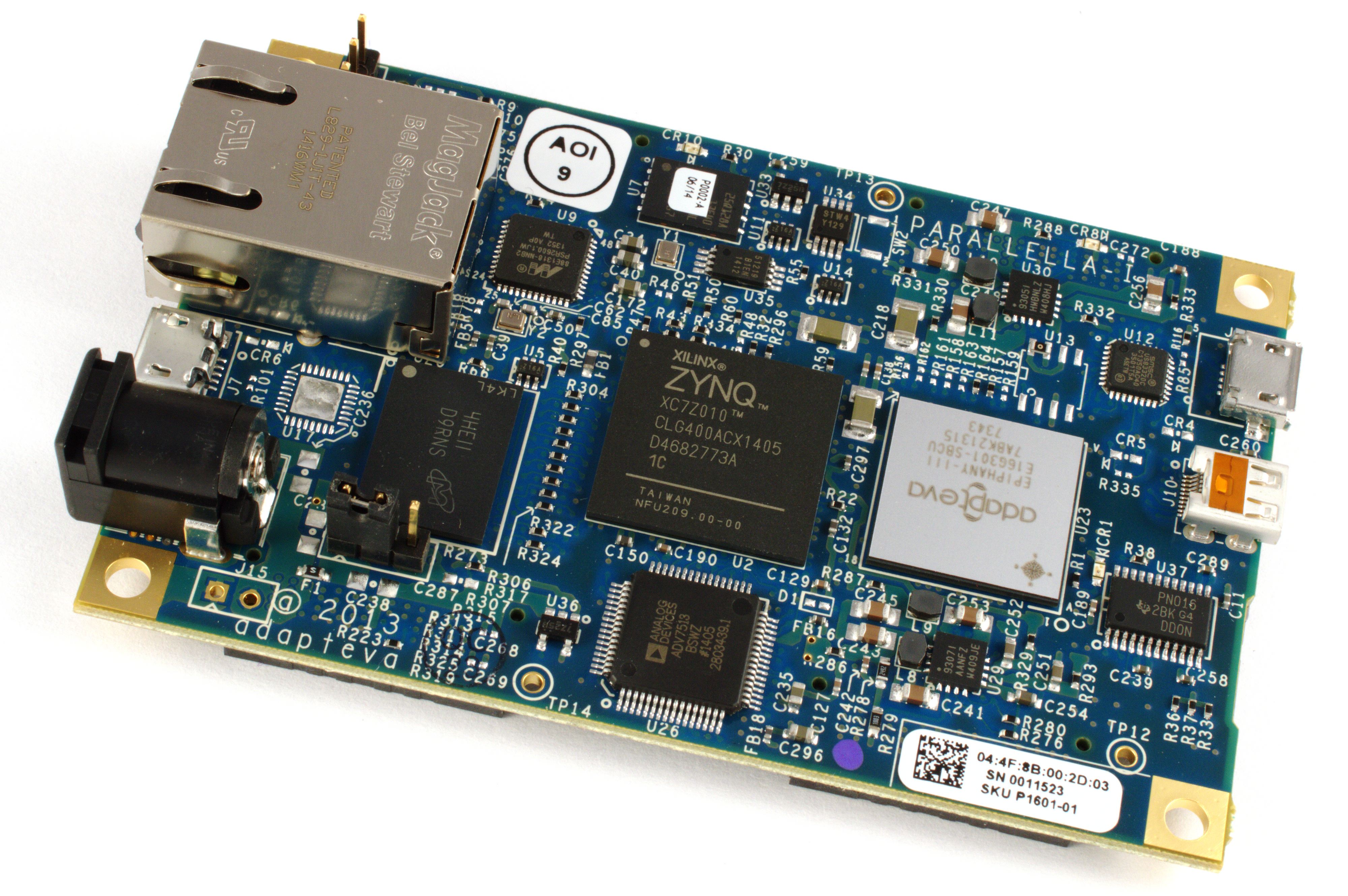
Parallellaには16-コア Epiphany チップとZynq-7010 FPGAが搭載される

Parallellaとは、Adaptevaが2013年に発売した、シングルボードコンピュータ。

## システムの構成
名刺サイズのボードに制御用としてARM Coretex-A9ベースのXilinx製SoC FPGA「Zynq Z7000」（デュアルコアARM、FPGA内蔵）と、Adaptevaの演算用アクセラレータ「Epiphany III 16 core」を搭載しており、UbuntuなどのLinux OSを使用することで高速な並列処理プログラミングを行える。
ボードには1GバイトのDDR3メモリ、ギガビットイーサネット、microSDカードスロットなどを搭載、電源は5V/2Aで、消費電力は5W未満。
複数接続しての並列処理も可能で、物理シミュレーションやビッグデータ解析などに利用できる。アクセラレーター用のC、デバッガー、Eclipse、OpenCL、ランタイムライブラリ等の開発ツールや資料は無料で提供される。64コア版のアクセラレーターチップの電力効率は50 GFLOPS/W (単精度)で演算能力はハイエンドPC並だが消費電力はモバイルと同水準にある。
- CPU マルチコア・アクセラレーター「Epiphany」 (16または64コア)
- ホストCPU：Zynq-7010または7020（デュアルコアARM A9 CPU + FPGA）
- RAM 1GB
- MicroSDカード・スロット
- USB 2.0 x2（PC x1, Device x1）
- 拡張端子 x4（Epiphany x2, Zynq x1, Power x1）
- Ethernet 10/100/1000
- 映像出力：Micro HDMI
- OS：Ubuntu
- ボードのサイズ：8.636cm x 5.334cm

### プロセッサ

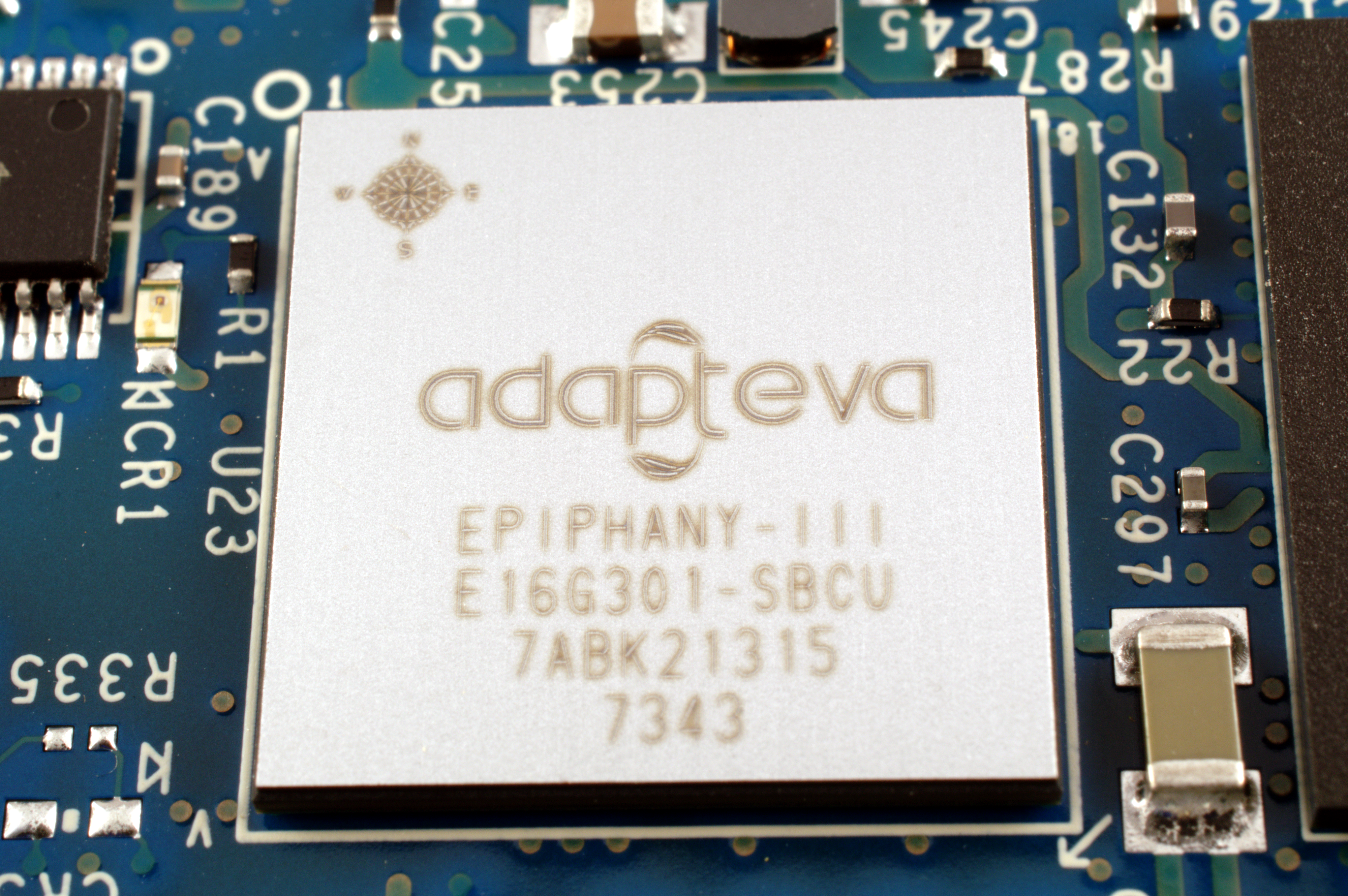
Parallellaに搭載された16コアのEpiphany E16G301

Parallellaは、Adaptevaの16コアのEpiphany E16G301と64コアのE64G401をCPUとして使用している。
64コア版(E64G401)：
- RISCプロセッサ x 64 コア
- クロック：800 MHz
- ピーク演算性能：100 GFLOPS
- ローカルメモリ帯域：1638 GB/s
- ネットワークオンチップ帯域：102 GB/s
- オフチップ帯域：6.4 GB/s（1.6 GB/s シリアルリンク x 4）
- オンチップ共有メモリ：2 MB（ローカルメモリ32KB x 64）
- 最大消費電力：2 W
- IEEE浮動小数点演算
- 複数のEpiphanyチップをシリアルリンクでグリッド状に接続可能（1ボード64チップまで）
- チップのサイズ 15 mm x 15 mm 324-ball flip-chip BGA

16コア版(E16G301)：
- RISCプロセッサ x 16 コア
- クロック：1 GHz
- ピーク演算性能：32 GFLOPS
- ローカルメモリ帯域：512 GB/s
- ネットワークオンチップ帯域：64 GB/s
- オフチップ帯域：8 GB/s（2 GB/s シリアルリンク x 4）
- オンチップ共有メモリ：512 KB（ローカルメモリ32KB x 16）
- 最大消費電力：2 W
- IEEE浮動小数点演算
- 複数のEpiphanyチップをシリアルリンクでグリッド状に接続可能（1ボード64チップまで）
- チップのサイズ 15 mm x 15 mm 324-ball flip-chip BGA